# Parkham
Parkham – wieś w Anglii, w hrabstwie Devon, w dystrykcie Torridge. Leży 60 km na północny zachód od miasta Exeter i 298 km na zachód od Londynu.